# Igreja da Madonna dell'Orto

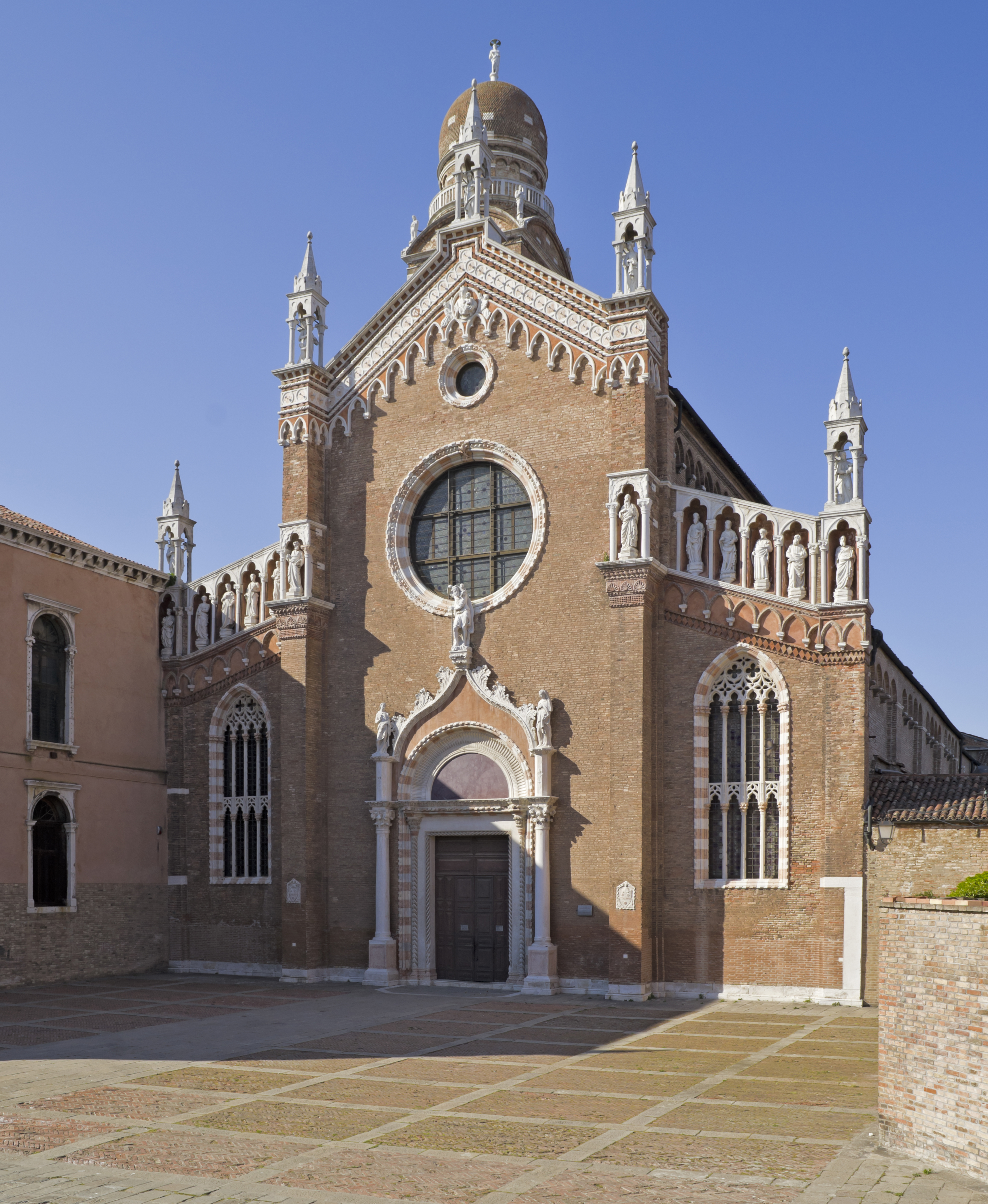
Madonna dell'Orto.

A Igreja de la Madonna dell'Orto fica em Veneza (Itália), no sestiere de Cannaregio.

## História
A igreja foi construída pelos Humiliati em meados do século XIV, com desenho de Tibério da Parma, que se encontra enterrado no seu interior. Inicialmente dedicou-se a São Cristóvão, santo padroeiro dos viajantes, «para que protegesse os barqueiros que levavam passageiros para as ilhas da lagoa norte»; mas foi consagrada à Virgem Maria no século seguinte, quando, num horto (orto em italiano) se encontrou uma estátua da Virgem que se dizia ser milagrosa.
A igreja erguia-se sobre fundações débeis e em 1399 um projeto de restauração foi financiado pelo Conselho Maior da cidade. Os Humiliati, devido aos seus «depravados costumes», foram expulsos em 1462 e a Madonna dell'Orto foi entregada à congregação de Canónigos Regulares de São Jorge. Esta última foi suprimida em 1668, e no ano seguinte a igreja e o convento anexo foram entregues aos cistercienses da Lombardia. Em 1787 a igreja passou a administração pública. Em 1841 o governo austro-húngaro fez que a restaurassem. As obras terminaram em 1869, quando Veneza era já parte do reino unificado de Itália.

## Descrição geral

### Fachada
A fachada, construída em 1460-1464, tem lados inclinados e é feita de tijolo, dividida em três partes por duas fileiras de pilastras. As duas secções laterais têm janelas quádruplas com mainel, enquanto que a do centro tem uma grande rosácea. O pórtico é coroado por um arco ogival com decorações em pedra branca representando, no topo, São Cristóvão, a Virgem e o Arcanjo Gabriel de Nicolò di Giovanni Fiorentino e Antonio Rizzo. Por debaixo há um tímpano, em pórfiro, apoiado em pilastras circulares. Todo ele se encontra incluído num alpendre com colunas coríntias.
A secção central superior é decorada com pequenos arcos e baixo-relevos com motivos geométricos. Os lados superiores têm doze nichos cada um, contendo estátuas dos Apóstolos. Outros cinco nichos góticos estão na secção central, com estátuas do século XVIII representando a Prudência, a Caridade, a Fé, a Esperança e a Temperança, tomados da igreja demolida de Santo Estêvão (Santo Stefano).

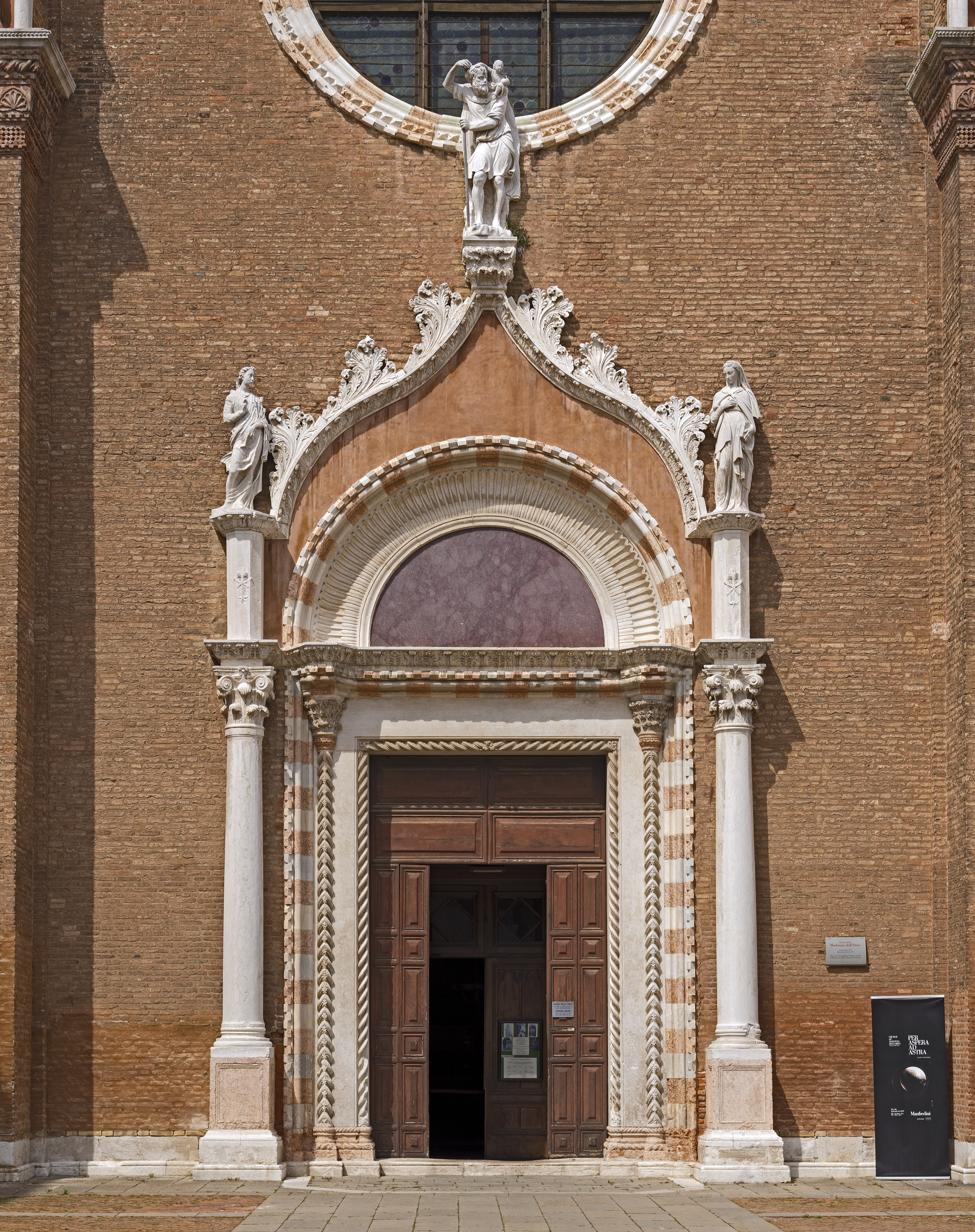
Vista do pórtico.
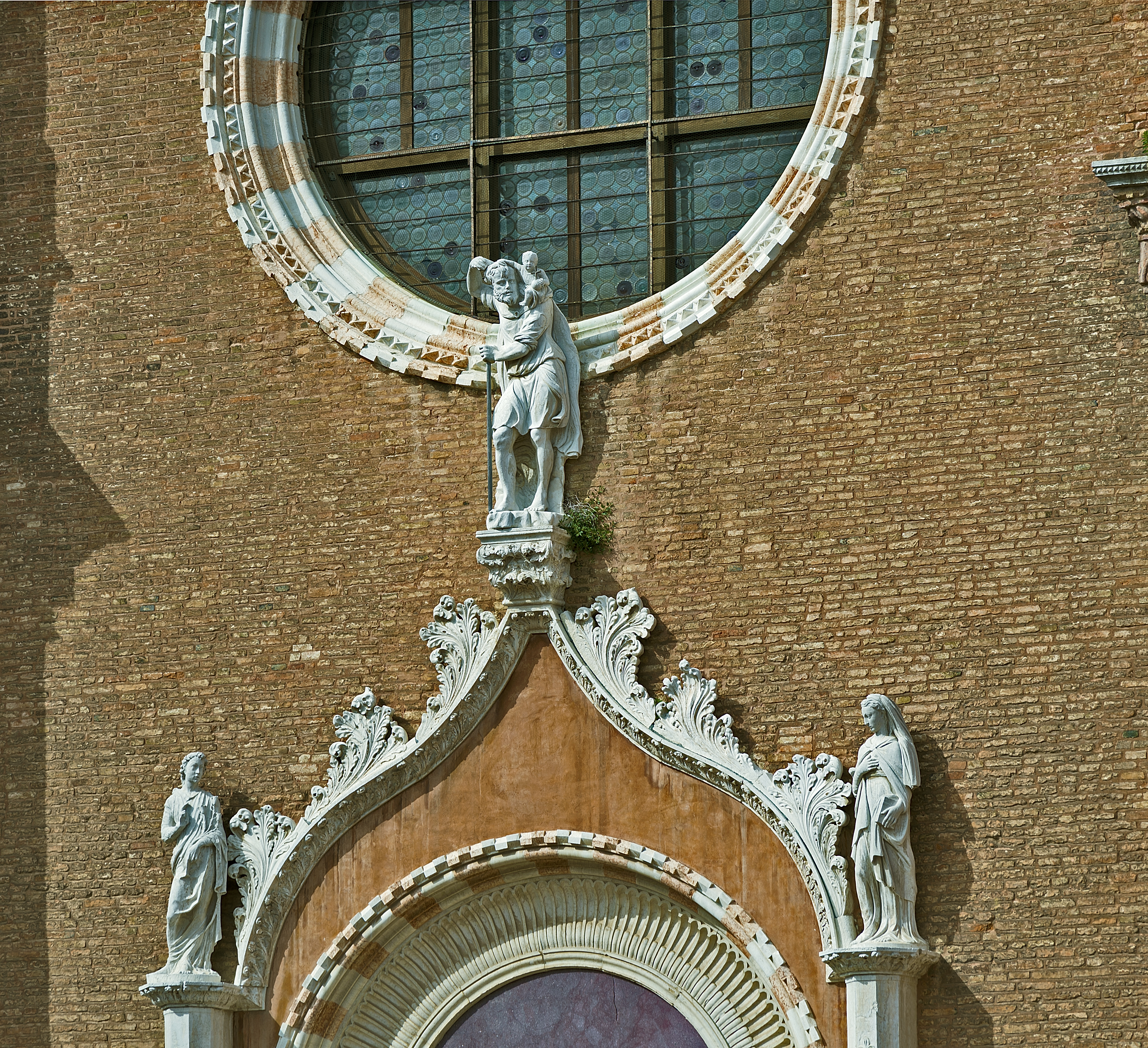
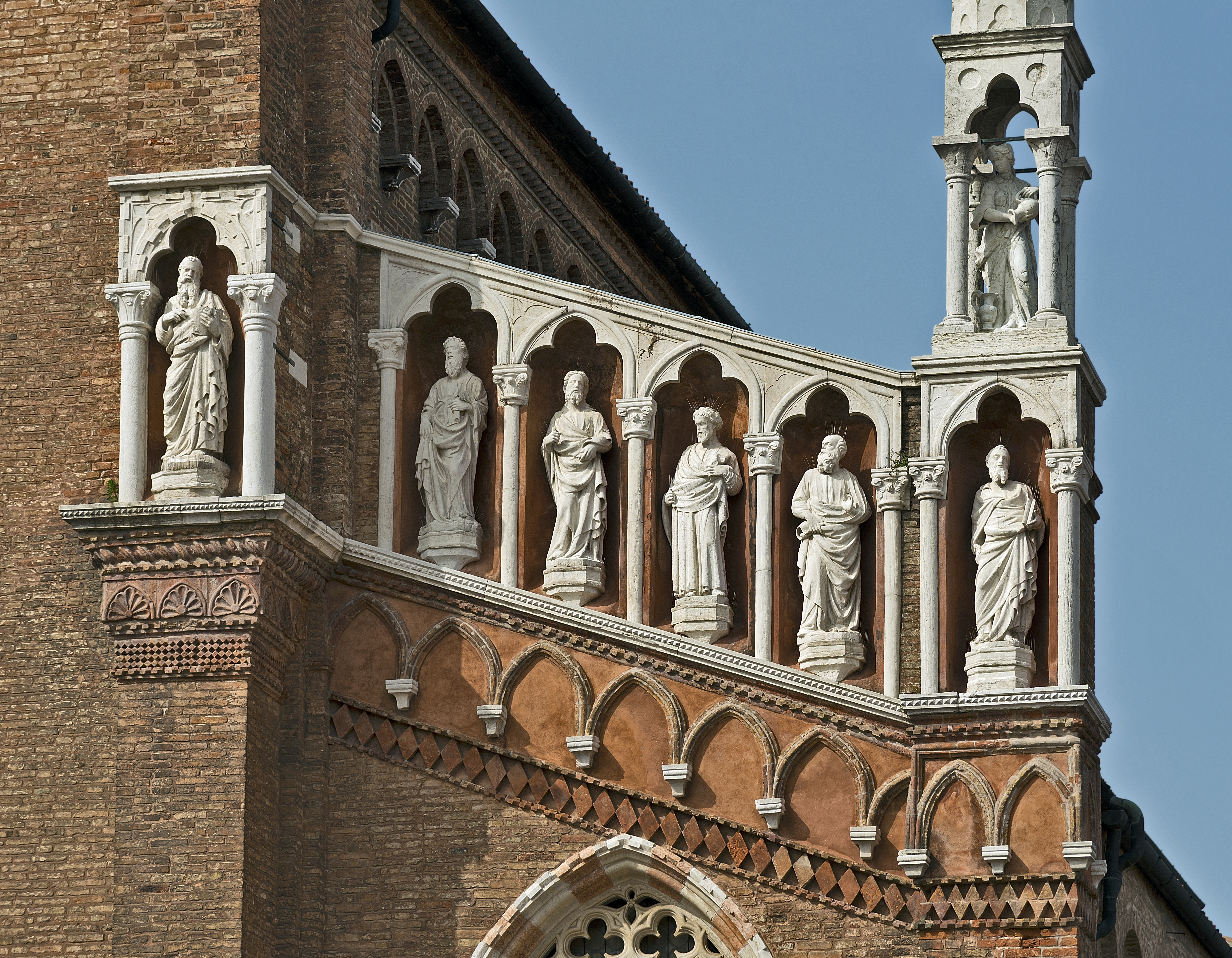
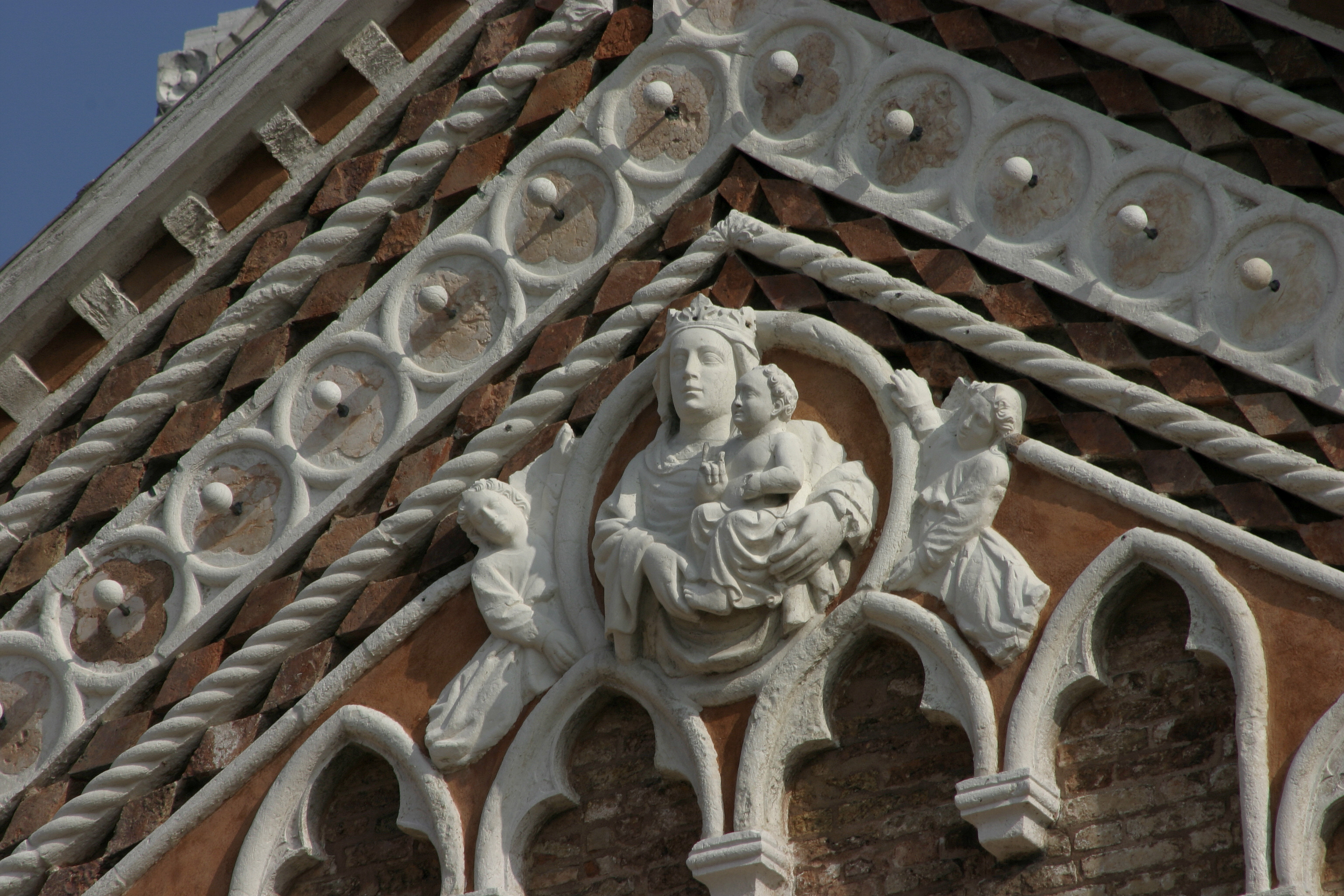
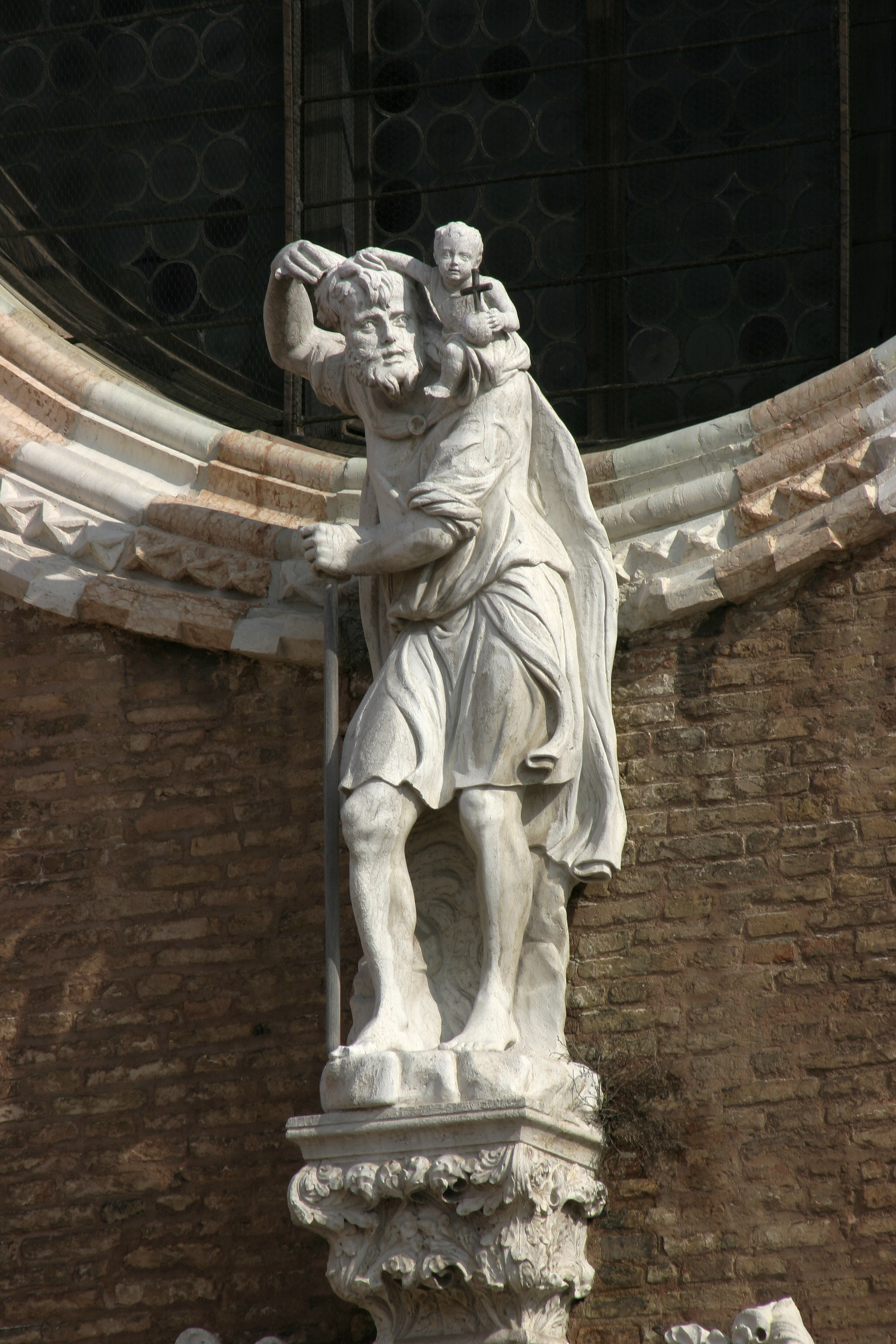
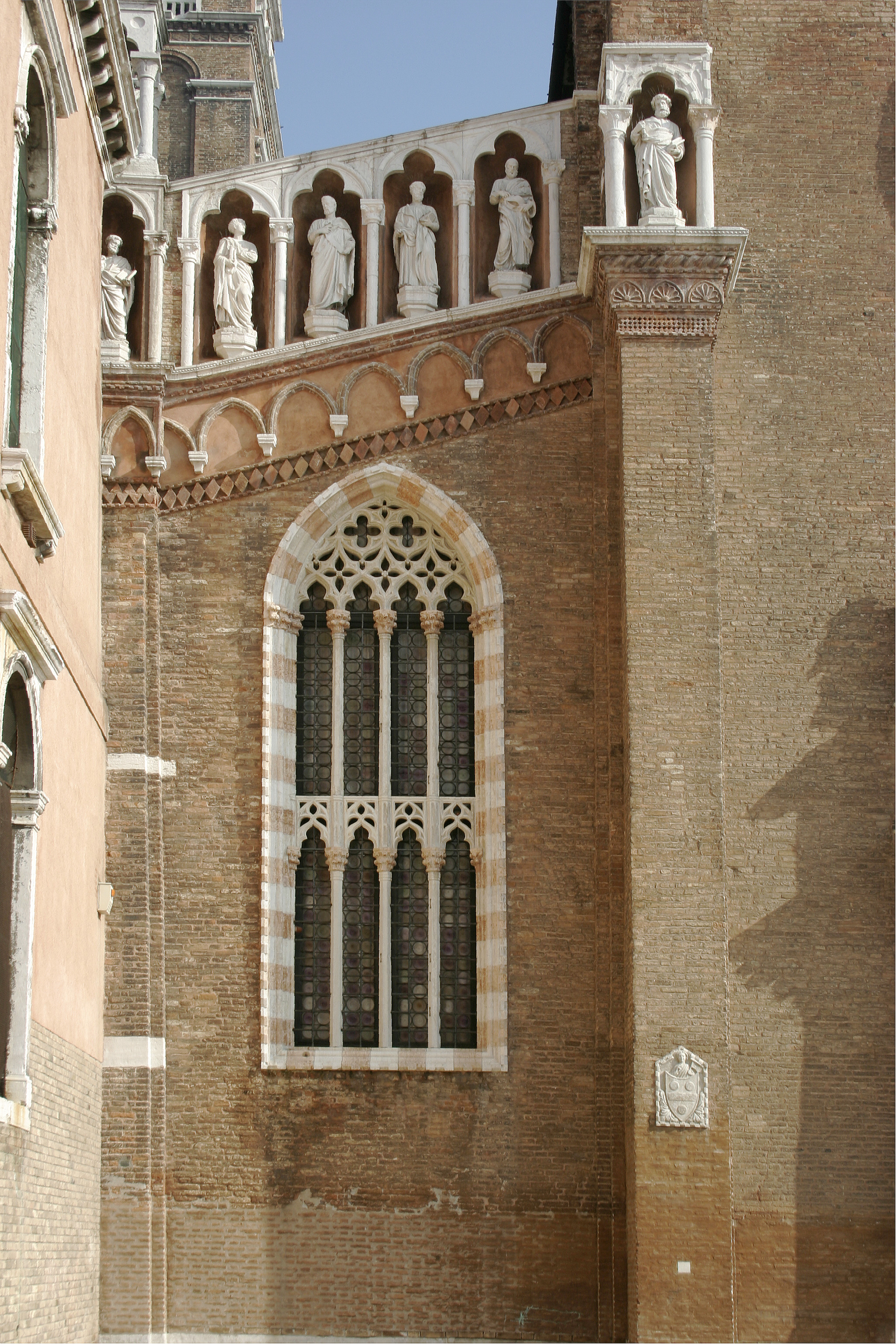
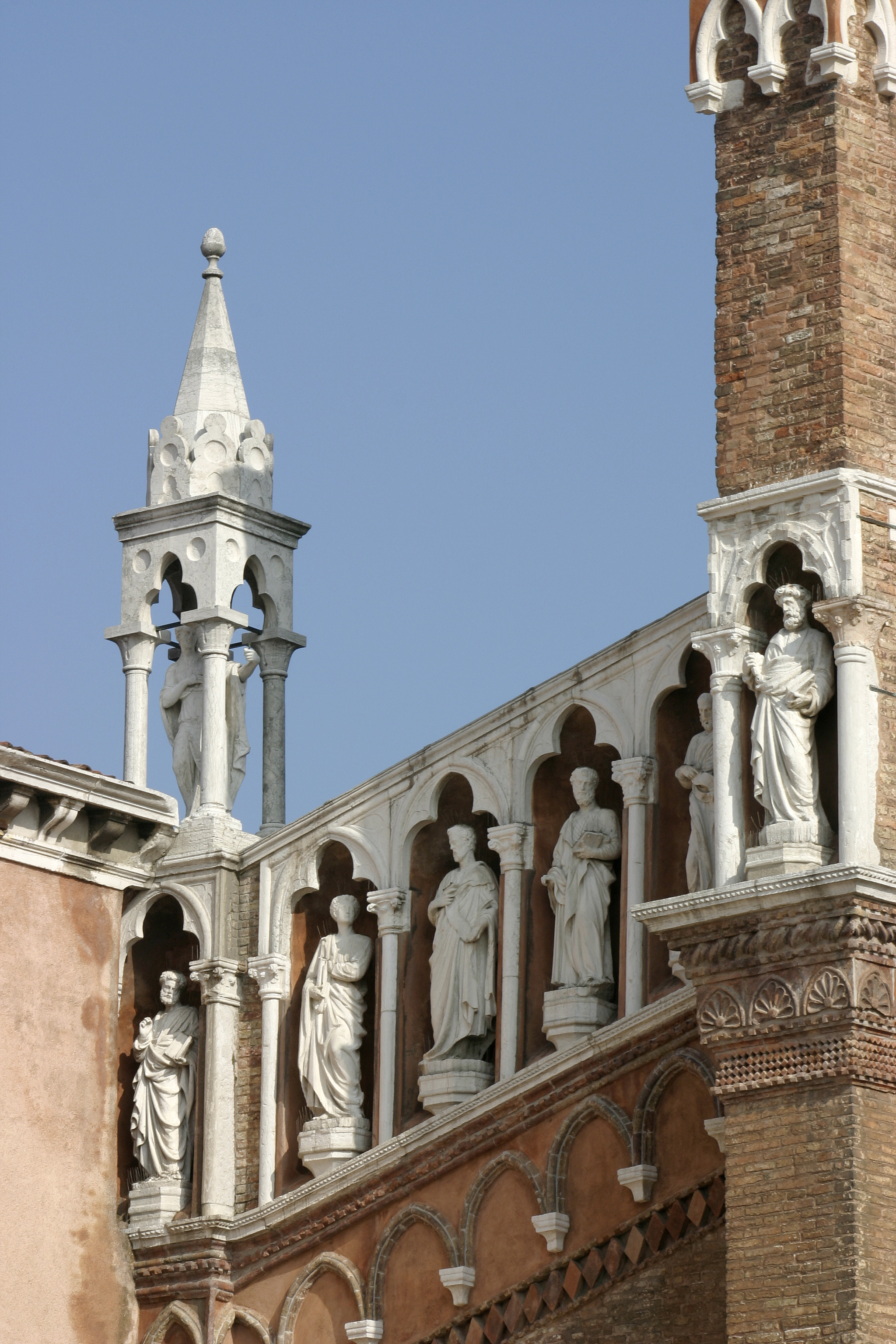

### Interior
O interior tem uma nave central e duas laterais, com arcos ogivais apoiados em colunas de mármore grego. Não há transepto, enquanto que na parte traseira há um abside pentagonal decorado com pinturas de Tintoretto, que está enterrado aqui, pois era freguês desta igreja. O órgão sobre a entrada é de 1878, e é um dos mais potentes de Veneza.
A quarta capela à esquerda, a capela Contarini, tem destacados frescos: entre eles há um S. João Batista e outros santos de Cima da Conegliano (1493), e uma Santa Inês de Tintoretto. A capela Valier, renascentista, no passado albergou uma pequena Virgem com Menino de Giovanni Bellini (1481), roubada em 1993 pela terceira vez. Outras obras de Tintoretto na igreja são uma Apresentação no Templo, A adoração do bezerro de ouro, Juízo Final e as Quatro virtudes cardinais, todas de 1562-1564.

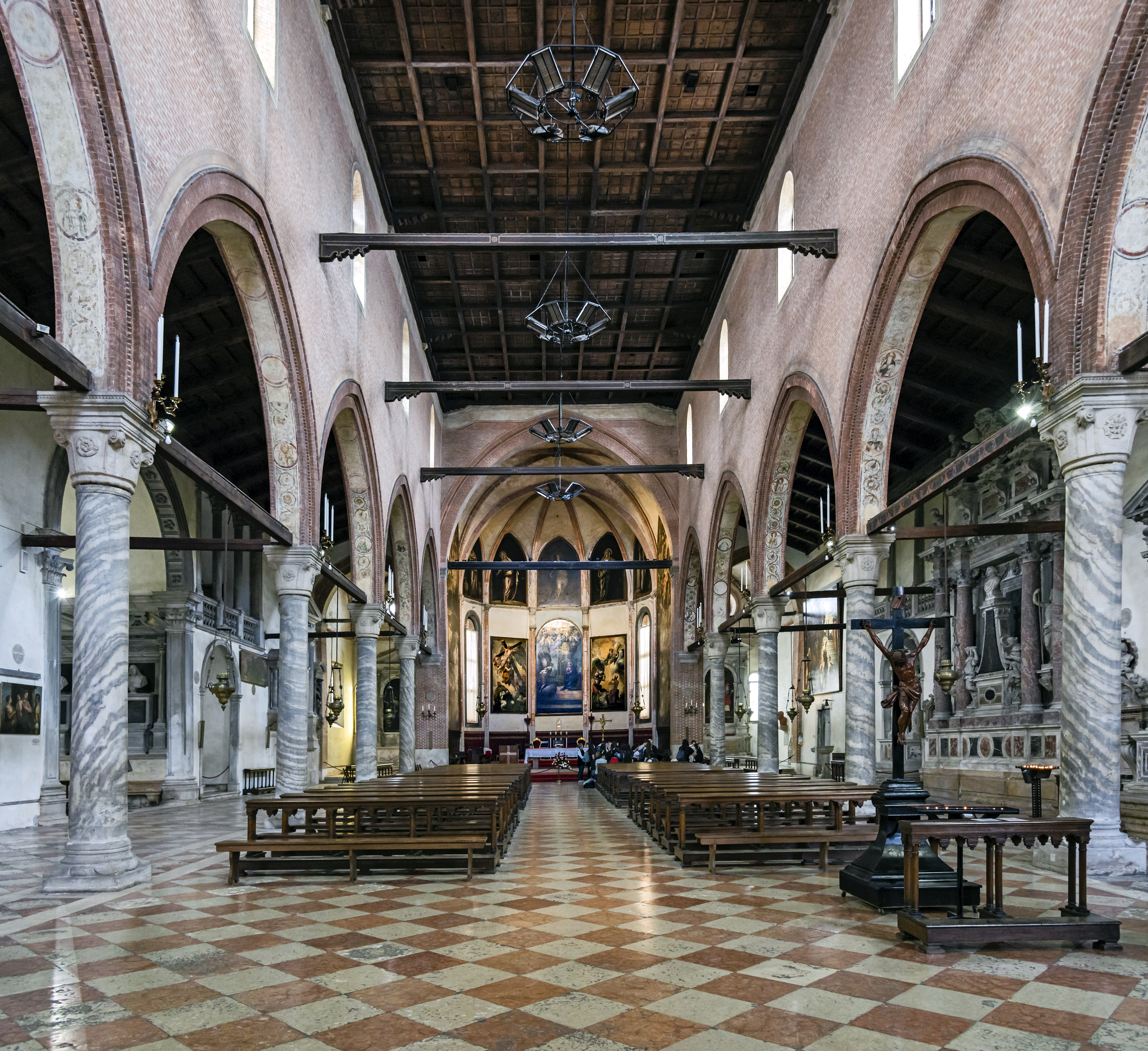
Interior.
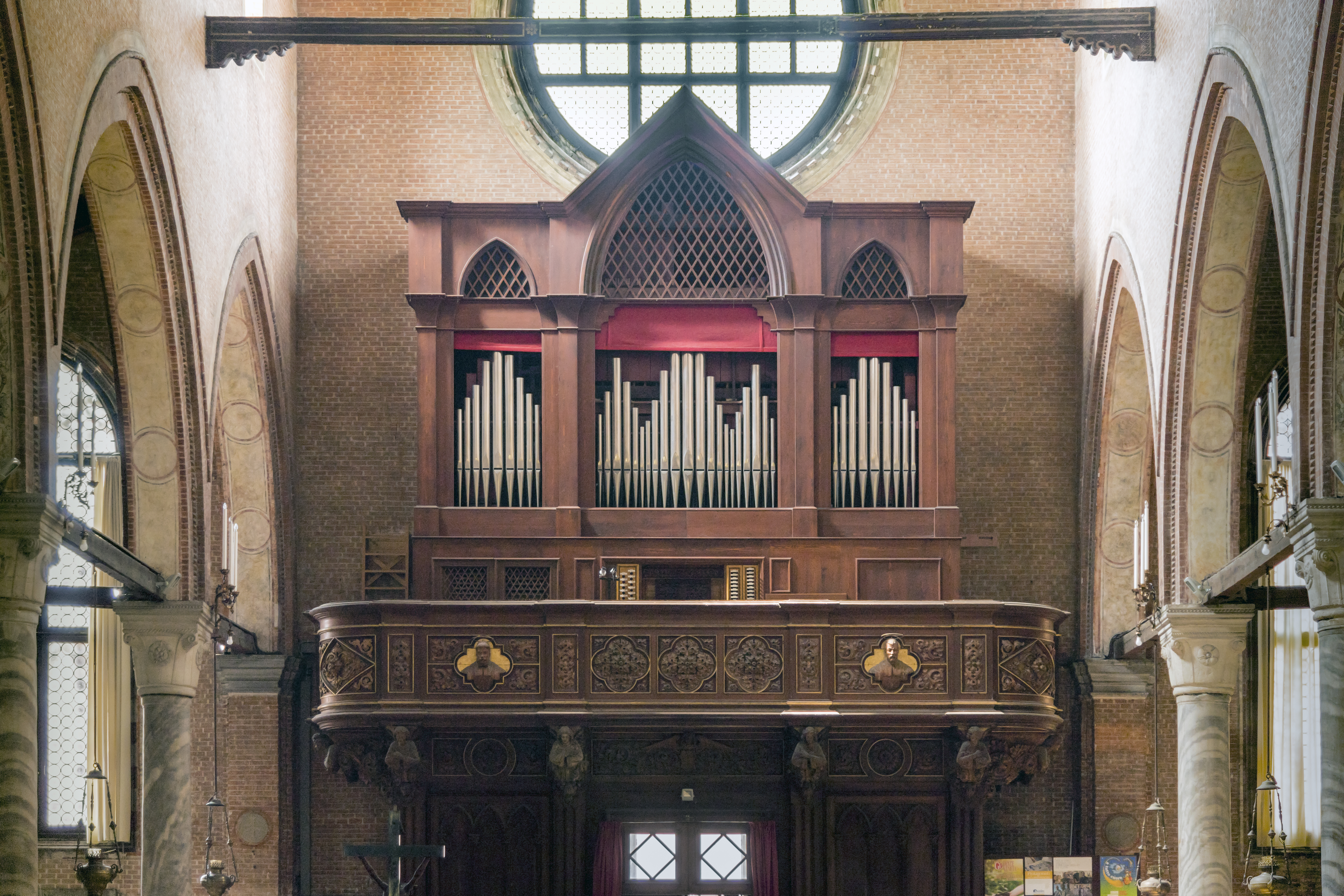
O órgão sobre a entrada.

### Campanário

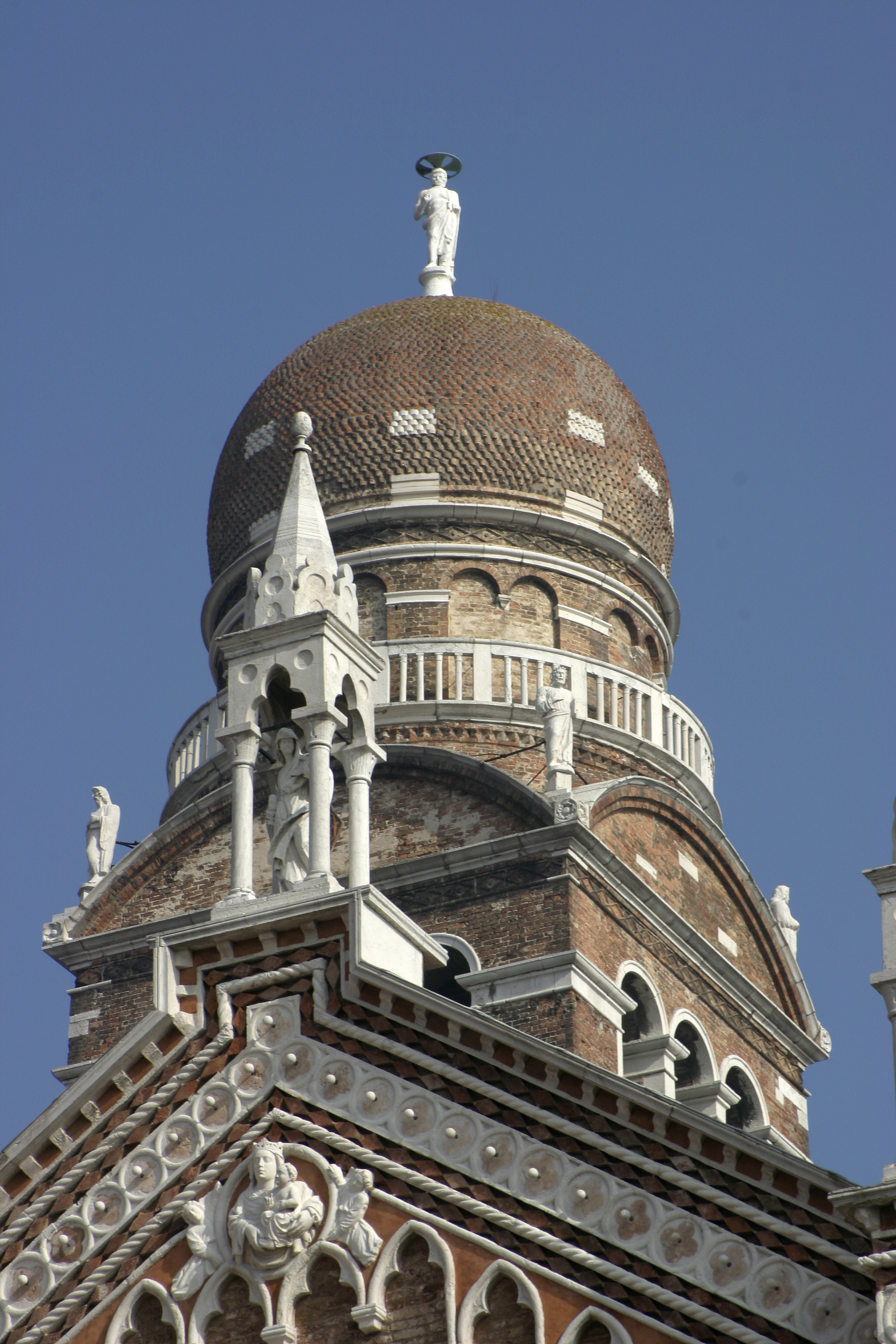
O campanário.

O campanário, em tijolo, é de 1503. Tem planta quadrada, com filas de pilastras dos lados que conduzem às janelas circulares com mainéis. Quatro tímpanos semicirculares dividem a zona do tambor cilíndrico superior com uma cúpula em forma de cebola ao estilo oriental.
Dos lados estão quatro estátuas dos evangelistas, da escola de Pietro Lombardo; no topo há uma estátua do Redentor, em mármore branco. Os antigos sinos, o maior dos quais de 1424, foram substituídos em 1883.